# クリステン・ウェルカー
クリステン・ウェルカー（Kristen Welker、1976年7月1日 - ） は、アメリカ合衆国のジャーナリスト。NBCニュース所属。ホワイトハウス特派員 、ウィークエンド・トゥディ（トゥディの土曜日版）の共同アンカーを務める。

## 経歴

### NBC入社前
ウェルカーは1976年7月1日、ペンシルベニア州フィラデルフィアで、白人でエンジニアの父と黒人で不動産業者の母との間に生まれた。幼い頃からジャーナリスト志望であった。Germantown Friends Schoolを1994年に卒業し、1998年にハーバード大学で学士（教養）を取得した 大学ではアメリカ史を専攻し優秀な成績で卒業した。1997年にはトゥディでインターンをした。
ウェルカーはNBC入社前まではABC系の地方放送局であるWLNE-TV（プロビデンス (ロードアイランド州)）やKRCR-TV（レディング (カリフォルニア州)）で勤務した。

### NBC入社後
2005年から、ウェルカーはフィラデルフィアのNBC系放送局WCAUで記者や週末のアンカーとして勤務した。2010年にNBCニュースに特派員として就職し、バーバンク (カリフォルニア州)にある西海岸本部に配属された。2011年12月にホワイトハウス特派員となった。大統領の定例記者会見をMSNBCを代表して参加する一方、様々な番組で取材を担当している。NBCナイトリーニュースやトゥディにも時々出演している。2020年1月11日、ウィークエンド・トゥディの共同アンカーに就任した。2020年9月、the Washington Women in Journalism AwardsのOutstanding Journalist in Broadcast Television部門で賞を受賞した。
2020年10月22日、ウェルカーは2020年アメリカ合衆国大統領選挙の2回目のテレビ討論会で司会者を務めた。その司会能力は、共和党・民主党双方の支持者から賞賛された。ドナルド・トランプ大統領も、ウェルカーの司会者就任を番組開始前は批判していたが、開始後は手腕を認めた。

## 私生活
ウェルカーはメルク・アンド・カンパニーのマーケティングエグゼクティブの男性と2017年にフィラデルフィアで結婚した。ウェルカーは現在、何れの党の党籍も持っていない。